# Jiří Šedý (stomatolog)
Jiří Šedý (* 24. března 1980 Praha) je český stomatolog, anatom, neurovědec, spisovatel hororu a popularizátor vědy. Zabývá se zejména problematikou onemocnění čelistního kloubu, klinickou gnatologií, mikroskopickou stomatologií, kritickým myšlením a popularizací vědy.

## Život a profesní kariéra
Vystudoval obor všeobecné lékařství v roce 2004, obor zubní lékařství v roce 2009 a obor MBA v roce 2011, rovněž obhájil titul Ph.D. v oboru neurovědy v roce 2008. Na Masarykově Univerzitě v Brně získal v roce 2019 titul docent v oboru Anatomie, histologie a embryologie. Na Univerzitě Karlově v Praze získal v roce 2024 titul profesor v oboru Anatomie, histologie a embryologie. Působí v stomatologické praxi v Praze a na Ústavu anatomie 2. lékařské fakulty Univerzity Karlovy v Praze. Je členem České anatomické společnosti, České stomatologické komory a Společnosti rehabilitační a fyzikální medicíny ČLS JEP.

## Knihy
- Adámek S, Naňka O, Šedý J, Libánský P, Vítková I. Vlastní výsledky, sestavy a kazuistiky pacientů operovaných pro primární hyperparathyreózu. In: Adámek S, Naňka O (Eds.). Primární hyperparathyreóza – diagnostika a terapie. První vydání. Galén, Praha, 2006: 159-176. ISBN 80-7262-440-7.
- Adámek S, Šedý J. Transplantace a replantace příštítných tělísek. In: Adámek S, Naňka O (Eds.). Primární hyperparathyreóza – diagnostika a terapie. První vydání. Galén, Praha, 2006: 177-180. ISBN 80-7262-440-7.
- Adámek S, Šedý J, Naňka O, Libánský P, Vítková I. Chirurgicko-anatomická studie. In: Adámek S, Naňka O (Eds.). Primární hyperparathyreóza – diagnostika a terapie. První vydání. Galén, Praha, 2006: 181-192. ISBN 80-7262-440-7.
- Šedý J. Chirurgická anatomie hernií. První vydání. Triton, Praha, 2007. 120 s. ISBN 978-80-7254-923-8.
- Šedý J a kol. Klinická anatomie penisu. První vydání. Triton, Praha, 2010, 88 s. ISBN 978-80-7387-320-2.
- Šedý J, Foltán R. Klinická anatomie zubů a čelistí. První vydání. Triton, Praha, 2010, 175 s. ISBN 978-80-7387-312-7.
- Šedý J. Neurogenní plicní edém. První vydání. Spišské vydavatelstvo, Bratislava, 2011, 91 s. ISBN 978-80-970526-0-7.
- Šedý J. Kompendium stomatologie I. První vydání. Triton, Praha, 2012, 1196 s. ISBN 978-80-7387-543-5.
- Šedý J. Zubař, nejlepší přítel člověka. První vydání. ALMI, Brno, 2014, 140 s. ISBN 978-80-87494-10-3.
- Šedý J. Děsy a běsy. První vydání. Netopejr, Praha, 2014, 204 s. ISBN 978-80-87044-57-5.
- Šedý J. Anatomie a fyziologie čelistního kloubu. In: Machoň V, Hirjak D et al. Atlas léčby onemocnění temporomandibulárního kloubu. První vydání. Triton, Praha, 2014: 12-23. ISBN 978-80-7387-807-8.
- Šedý J. Kompendium stomatologie II. První vydání. Triton, Praha, 2016, 1224 s. ISBN 978-80-7553-220-6.
- Šedý J. Dentální rapsodie. První vydání. Galén, Praha, 2017, 48 s. ISBN 978-80-7492-318-0.
- Šedý J, Gajdušková Z. Doktor Karies. První vydání. Netopejr, Praha, 2017, 102 s. ISBN 978-80-88225-06-5.
- Šedý J. Zubař nejlepší přítel člověka. Druhé vydání. ALMI, Brno, 2018, 142 s. ISBN 978-80-87494-30-1.
- Šedý J. Základy evoluční teorie pro stomatology. První vydání. Galén, Praha, 2019, 106 s. ISBN 978-80-7492-443-9.
- Šedý J. Somatické vyšetření ve stomatologii. První vydání. Galén, Praha, 2020, 264 s. ISBN 978-80-7492-086-8.
- Šedý J. Kritické myšlení. První vydání. Galén, Praha, 2021, 328 s. ISBN 978-80-7492-543-6.
- Šedý J, Šedá N a kol. Anatomie, histologie a embryologie zubů. První vydání. Galén, Praha, 2022, 279 s. ISBN 978-80-7492-552-8.
- Šedý J. Kompendium stomatologie II. Druhé vydání. Triton, Praha, 2022, 1240 s. ISBN 978-80-7684-006-5.
- Šedý J. Spravedlnost ve stomatologické praxi. In: Bartůněk P, Ptáček R (eds.). Spravedlnost v medicíně. První vydání. Grada, Praha, 2022, s. 107–116. ISBN 978-80-271-2431-2.
- Šedý J. Základy gnatologie. První vydání. Triton, Praha, 2023, 512 s. ISBN 978-80-7684-167-3.
- Šedý J. Zubař nejlepší přítel člověka. Třetí vydání. Galén, Praha, 2023, 161 s. ISBN 978-80-7492-679-2.
- Šedý J. Dysfunkce čelistního kloubu. První vydání. Galén, Praha, 2024, 202 s. ISBN 978-80-7492-699-0.
- Šedý J. Bruxismus. První vydání. Galén, Praha, 2024, 286 s. ISBN 978-80-7492-702-7.
- Šedý J. Kritické myšlení. Druhé vydání. Galén, Praha, 2024, 343 s. ISBN 978-80-7492-724-9.
- Šedý J. Anatomie a gnatologie. In: Machoň V. Onemocnění temporomandibulárního kloubu – diagnostika a léčba. Grada, Praha, 2024, s. 1–47. ISBN 9788027150021.
- Machoň V, Šedý J, Michl P, Bartoš M. Vyšetření pacienta s onemocněním temporomandibulárního kloubu. In: Machoň V. Onemocnění temporomandibulárního kloubu – diagnostika a léčba. Grada, Praha, 2024, s. 49–73. ISBN 9788027150021.
- Šedý J. Principy fyzioterapie. In: Machoň V. Onemocnění temporomandibulárního kloubu – diagnostika a léčba. Grada, Praha, 2024, s. 247–276. ISBN 9788027150021.
- Šedý J. E-kompendium stomatologie. Pravidelně aktualizováno.[5]

## Ocenění
- 2002	-	2. místo na 3. studentské vědecké konferenci 1. LF UK
- 2003	-	1. místo na 4. studentské vědecké konferenci 1. LF UK
- 2003	-	2. místo na 4. studentské vědecké konferenci 1. LF UK
- 2003	-	3. místo na Slovenské a České studentské vědecké konferenci lékařských fakult
- 2004	-	1. místo na 5. studentské vědecké konferenci 1. LF UK
- 2005	-	Výroční cena České Anatomické společnosti za nejlepší publikaci roku 2004
- 2005	-	Cena za nejlepší poster kongresu ČUS ČLS JEP 2005 v Praze (spoluautor)
- 2005	-	Cena České Společnosti pro Neurovědy za nejlepší publikaci roku 2004
- 2006	-	Cena České Společnosti histo- a cytochemické za nejlepší publikaci roku 2005
- 2007	-	Cena Jana Opletala pro nejlepšího studenta 1. LF UK
- 2007	-	Uznání za prezentaci vědecké práce, ČFS
- 2007	-	Blahopřání rektora UK k publikaci v Science
- 2008	-	3. místo nadace Scientia za nejlepší publikaci roku 2007
- 2008	-	1. cena ČSKEF za nejlepší publikaci autorů do 35 let
- 2008	-	3. cena nadace Blood pressure za nejlepší publikaci
- 2008	-	Cena Josefa Hlávky pro nejlepší studenty[6]
- 2009	-	Visegrad group academies young researcher award 2009
- 2009	-	Lékař roku 2008 – Jesseniova cena.
- 2009	-	2. cena České Urologické společnosti za nejlepší publikaci roku 2008
- 2009	-	3. cena České Urologické společnosti za nejlepší publikaci roku 2008
- 2009	-	Česká hlava, kategorie Doctorandus[7]
- 2009	-	Mimořádná cena rektora UK[8]
- 2010	-	1. cena v soutěži mladých fyziologů za přednášku na 86. fyziologických dnech.
- 2010	-	Cena Učené společnosti České republiky[9]
- 2010	-	1. cena České Urologické společnosti za nejlepší publikaci roku 2009
- 2010	-	2. cena nadace Blood pressure za nejlepší publikaci
- 2012	-	Nejlepší poster. Kongres České ortodontické společnosti, Luhačovice (spoluautor)
- 2013	-	Nejlepší poster. Kongres České ortodontické společnosti, Plzeň (spoluautor)
- 2013	-	1. cena v soutěži mladých fyziologů za přednášku na 89. fyziologických dnech.
- 2014	-	1. cena za poster. Kongres České ortodontické společnosti Plzeň (spoluautor)
- 2017	-	Cena děkana LF UP za významnou publikační činnost v roce 2016[10]